# Médico interno residente
Médico Interno Residente, também conhecido por sua sigla MIR, é um termo que se refere à forma de especialização de médicos adotada em Espanha desde 1978.
Trata-se de um programa de formação com aquisição de responsabilidades e capacidades de forma progresiva e tutelada. Somente pode ser realizado em centros devidamente acreditados pelo Ministério da Saúde e Política Social da Espanha.

## Exame
O exame MIR desde a sua criação consistiu em um total de 250 perguntas de múltipla escolha (e 10 de reserva em caso de cancelamento de qualquer um das anteriores), e que era feito em um único dia durante 5 horas para toda a Espanha. Em janeiro de 2010 reduziu-se o número de perguntas para 235 e, como novidade, algumas das quais foram elaborados em relação às imagens de interesse médico como radiografias, eletrocardiogramas e fotografias de sinais ou características físicas de pacientes reais. Porque esta pontuação no teste é de 75% da nota geral de acesso ao local de treinamento como um especialista, MIR preparação para o exame é a pedra angular da Licenciatura de Medicina a continuar seu treinamento. A maioria dos médicos são preparados para o MIR em um centro de treinamento ou academia.